# 국가 교육 철학
국가 교육 철학 (한자: 國家教育哲學, 말레이어: Falsafah Pendidikan Kebangsaan)은 이전에 국가 교육 철학 (FPN)으로 불렸으며 말레이시아에서 시행된 교육 정책이다. 국가 교육 이념에 입각하여 모든 교육 활동은 신체적, 정서적, 정신적, 지적 및 사회적 측면에서 균형 잡힌 인간을 생산하는 FPK의 주요 본질을 달성하기 위해 개최된다. 이 철학은 교육 전문가들에 의해 1988년에 공식화 되었다.

## 국가 교육 철학
말레이시아에서 교육은 개인의 잠재력을 포괄적이고 종합적으로 개발하는 데 전념하는 지속적인 사업이다. 하나님께 대한 믿음과 순종을 바탕으로 지성, 감정, 심리학, 생리학 면에서 균형 잡히고 조화로운 사람을 만드십시요. 목표는 풍부한 지식, 긍정적인 태도, 고귀한 성품, 책임감, 개인의 행복을 달성할 수 있는 능력을 갖춘 말레이시아 시민을 양성하여 사회와 국가의 조화와 번영에 기여하는 것이다.

## 교사 교육의 철학
고귀하고 진보적이며 과학적이며 국가의 열망을 수호하고 국가의 문화 유산을 수호할 준비가 되어 있는 교사는 개인의 발전을 보장하고 단합되고 민주적이며 진보적이며 규율 있는 사회를 유지한다.

## 이슬람 교육 철학
이슬람 교육은 Al-Quran과 As-Sunnah를 바탕으로 이슬람에 대한 지식, 기술 및 감사를 전달하여 자신과 사회, 이 세상에서는 선을 이루고 내세에서는 영원한 웰빙을 달성하기 위한 환경과 국가이다.